# Kilafjället
Kilafjället är ett naturreservat i Säffle kommun i Värmlands län.
Området är naturskyddat sedan 2011 och är 159 hektar stort. Reservatet omfattar en höjd och del av dess östsluttning. Reservatet består av barrnaturskog med inslag av lövträd. 